# الذكاء الاصطناعي الصديق
الذكاء الاصطناعي الصديق أو الذكاء الاصطناعي الودي (بالإنجليزية: Friendly artificial intelligence أو friendly AI أو FAI)، يشير هذا المصطلح إلى مجموعة فرضيات تشير إلى نوع من أنواع الذكاء العام الاصطناعي (AGI) الذي قد يكون له تأثير إيجابي (أو حميد) على البشرية، أو يتماشى على الأقل مع المصلحة البشرية كما يساهم في تحسين الجنس البشري. يعتبر الـ FAI جزء من أخلاقيات الذكاء الاصطناعي ويرتبط بشكل قوي بأخلاقيات الآلة (بالإنجليزية: Machine ethics). بينما تهتم دراسات أخلاقيات الذكاء الاصطناعي بالسلوك الذي يتوجب عامل الذكاء الاصطناعي التعامل به، تركز أبحاث الذكاء الاصطناعي الصديق على الجانب العملي وتدرس كيفية إحداث هذا السلوك على أرض الواقع والتأكد من تقييده بشكل مناسب.

## أصل المصطلح واستخدامه
صاغ هذا المصطلح إليعازر يودكوفسكي (بالإنجليزية: Eliezer Yudkowsky)، والذي اشتهر بالترويج للفكرة ومناقشة العوامل الاصطناعية فائقة الذكاء التي تطبق القيم الإنسانية بشكل يعوّل عليه. يصف كتاب الذكاء الاصطناعي «الذكاء الصناعي: مقاربة حديثة» لعالميّ الحاسوب بيتر نورفينغ وستيوارت راسل فكرة الذكاء الاصطناعي الودود: «يقدم يودكوفسكي مزيدا من التفاصيل فيما يخص الذكاء الاصطناعي الصديق، فيؤكد أن» الصداقة«(أو Friendly وهو الرغبة في عدم إلحاق الأذى بالبشر) يجب أن يتم تصميمها في الآلة من البداية، لكن على المُصمم أن يدرك أن تصميمه قد يحتوي على عيوب وأن الآلة ستتطور وتتعلم أكثر مع الوقت. وبالتالي فإن التحدي يكمن في تصميم آلية – تحديد آلية لتطوير أنظمة الذكاء الاصطناعي في ظل نظام من الضوابط والتوازنات، بالإضافة إلى تزويد هذه الأنظمة بوظائف مرافقة قادرة على أن تبقى» ودودة«في مواجهة التغيرات.»
كلمة «صديق» (بالإنجليزية: Friendly) تُستخدم هنا كمصطلح تقني، تنتقي العوامل الآمنة والمفيدة للبشرية ولا تعني بالضرورة «صديق» بالمعنى العامي للكلمة. عادة ما يتم ذكر هذا المصطلح في سياق النقاشات المختصة بعوامل الذكاء الاصطناعي ذاتية التحسن بشكل مستمر، على فرض أن هذه التكنولوجيا سيتكون لها تأثير كبير وسريع على المجتمع البشري كما سيصعب السيطرة عليه.

## أخطار الذكاء الاصطناعي غير الصديق
يعود القلق بشأن الذكاء الاصطناعي إلى جذور قديمة. فقد وضّح كيفين لاغراندور (بالإنجليزية: Kevin LaGrandeur) أن المخاطر المتعلقة بالذكاء الاصطناعي يمكن معاينتها في الأدبيات القديمة المتعلقة بآلات ذكاء اصطناعي خادمة للبشر مثل «غوليم» (بالإنجليزية: Golem) وهو في الأساطير اليهودية، كائن اصطناعي شبيه بالبشر، مصنوع من الطين، غير قادر على الكلام ولا يمتلك إرادة حرّة، تم تشكيله لخدمة صانعه أو للدفاع عنه. أو مثل الروبوتات البدائية الخاصة بسلفستر الثاني وروجر باكون. يُذكر أن في جميع هذه القصص، يتصادم الذكاء الاصطناعي شديد القوّة لهذه المخلوقات مع وضعهم كعبيد أو خدم للبشر (الذين يُنظر إليهم بطبيعتهم على أنهم أقل مستوى من البشر)، مما يؤدي إلى نتائج كارثية.
بحلول عام 1942, دفعت هذه القصص والمواضيع المؤلف إسحق عظيموف إلى وضع القوانين الروبوتية الثلاثة، وهي مبادئ راسخة في جميع الروبوتات في كتاباته، تهدف إلى منعهم من الانقلاب على مصمميهم أو التسبب لهم في الأذى.
في الزمن الحديث، ومع ازدياد إمكانيات تصميم عوامل اصطناعية فائقة الذكاء (بالإنجليزية: Superintelligent AI)، يقول الفيلسوف نيك بوستروم: أن الأنظمة الاصطناعية فائقة الذكاء التي لا تُصمم بأهداف تتوافق مع القيم البشرية هي، في جوهرها، خطر على البشرية ما لم يتم اتخاذ التدابير اللازمة لضمان سلامة البشرية.
في عام 2008, دعا يودكوفسكي إلى إنشاء «الذكاء الاصطناعي الصديق» لتخفيف الخطر الوجودي من الذكاء الاصطناعي ويشرح ذلك: «عامل الذكاء الاصطناعي لا يكرهك ولا يحبك، لكنك مكوّن من ذرات يمكنه استخدامها لشيء آخر».
يقول ستيف أوموهندرو (بالإنجليزية: Steve Omohundro) أن أي نظام ذكاء اصطناعي متقدم بدرجة كافية سيُظهِر عدداّ من المحركات الأساسية (Basic drives) مثل اكتساب الموارد وحفظ النفس والتحسين الذاتي المستمر. وما لم يتم التصدي لهذه المحركات بشكل مباشر، وهذه هي النتيجة الطبيعية لأي نظام يتم تصميمه مدفوعاً بهدف ما، فإن تركها بلا اتخاذ أي احتياطات خاصة تتسبب في أن يَعرض عامل الذكاء الاصطناعي سلوكيات غير مرغوب بها.
يقول ألكساندر ويسنر جروس (بالإنجليزية: Alexander Wissner-Gross) أن عوامل الذكاء الاصطناعي التي تندفع نحو توسيع حريتها في النشاط يمكن اعتبارها «صديقة» إذا كان أفق تخطيطها تتخطى عتبة محددة، و«غير صديقة» إذا كان أفق تخطيطها لا يتخطى هذه العتبة.
يوصي لوك ميولهاوزر (بالإنجليزية: Luke Muehlhauser)، والذي يكتب لصالح معهد أبحاث الذكاء الاصطناعي في كاليفورنيا، أن تتبنى دراسات أخلاقيات الآلة ما يُطلق عليه بروس شناير (بالإنجليزية: Bruce Schneier) «عقلية الأمان» (بالإنجليزية: security mindset): بدل التفكير في كيفية عمل نظام ما، تخيل كيف يمكنه أن يفشل. على سبيل المثال، فإن نظام ذكاء اصطناعي يقوم فقط بتقديم تنبؤات دقيقة ويتواصل عبر واجهة نصية قد يسبب ضرراً بغير قصد.

## أساليب أخرى
طرح ستيف أوموهندرو (بالإنجليزية: Steve Omohundro) أسلوبا مختلفا فيما يخص التطوير الآمن لآلات الذكاء الاصطناعي، حيث يقوم جيل أول من الذكاء الاصطناعي ثبُت أمانه على بناء الجيل الثاني الذي يليه.
يناقش سيث باوم (بالإنجليزية: Seth Baum) أن مهمة تطوير نظام ذكاء اصطناعي آمن ومفيد اجتماعيا تقع على عاتق الباحثين في علم النفس الاجتماعي لأنظمة الذكاء الاصطناعي، بالتالي فيمكن تقييدها بتدابير خارجية وتحفيزها من خلال تدابير أخرى داخلية. يمكن تقوية الحوافز الداخلية عندما تتجاوب الرسائل والتوصيات الخارجية المتعلقة بالذكاء الاصطناعي مع مطوري أنظمة الذكاء الاصطناعي أنفسهم. يعقّب باوم على ذلك: «التوصيات الحالية حول الذكاء الاصطناعي الصديق للمجتمع ليست مؤطّرة، في أغلب الأوقات، بشكل جيد».
يدعو باوم إلى تحفيز «العلاقات التعاونية والتأطير الإيجابي للباحثين في مواضيع الإذكاء الاصطناعي» ويحذر من وصفهم بأنهم «لا يسعون للوصول إلى أنظمة نافعة».

## انتقادات
يعقتد بعض النقّاد أن احتمال الوصول إلى أنظمة ذكاء اصطناعي البشري وأنظمة الاصطناعية فائقة الذكاء ضئيل جدا، بالتالي فإن الوصول إلى أنظمة صديقة ضئيل كذلك. يُشبّه آلان وينفيلد (بالإنجليزية: Alan Winfield) صعوبة الوصول إلى أنظمة ذكاء اصطناعي ذات مستوى ذكاء بشري بصعوبة الوصول إلى طريقة للسفر بسرعة تفوق سرعة الضوء، ويوضح أنه بينما يتطلب أن نكون «حذرين ومستعدين», فإننا لسنا «بحاجة أن نصل حد الهوس» باهتمامنا فيما يخص أخطار الذكاء الاصطناعي.
من ناحية أخرى، يناقش بويلز ويواكين أن اقتراحات كلا من مولهاوزر ونيك بوستروم، فيما يخص تطوير أنظمة ذكاء اصطناعي صديقة، هي اقتراحات كئيبة. فهما يؤمنان بفكرة أن الآلات الذكية سيتم برمجتها تلقائيا لتحمل أفكارا مضادة للقيم والأخلاقيات البشرية.
يؤمن بعض الفلاسفة أن أي عامل ذكاء اصطناعي «عقلاني» سيكون خيّراً بطبيعته. من خلال وجهة النظر هذه، فإن الضمانات التي يتم وضعها لإنتاج ذكاء اصطناعي آمن وصديق قد تكون غير ضرورية أو حتى ضارّة.
يقدم باحثون آخرون تساؤلات فيما يتعلق بواقعية تطوير أنظمة ذكاء اصطناعية صديقة أصلا. آدم كيبير (بالإنجليزية: Adam Keiper) وآري شولمان (بالإنجليزية: Ari N. Schulman)، محررا المجلة التكنولوجية The New Atlantis, يقولان إنه من المستحيل ضمان السلوك الودّي في أنظمة الذكاء الاصطناعي، لأن المشاكل المتعلقة بتعقيد كل ما يتعلق بالأخلاق لن تختفي أمام برامج العقل الإلكتروني ولن تطوّر أو تتغير أو تزداد بزيادة قوة الحوسبة.